# Protección del medio ambiente
La protección del medio ambiente es la práctica de proteger el medio ambiente natural por parte de individuos, organizaciones y gobiernos. Sus objetivos son conservar los recursos naturales y el entorno natural existente y, cuando sea posible, reparar los daños y revertir las tendencias.
Debido a las presiones del consumo excesivo, el crecimiento de la población y la tecnología, el entorno biofísico se está degradando, a veces de forma permanente. Esto ha sido reconocido y los gobiernos han comenzado a imponer restricciones a las actividades que causan degradación ambiental. Desde la década de 1960, los movimientos ambientales han creado una mayor conciencia de los múltiples problemas ambientales. Existe desacuerdo sobre el alcance del impacto ambiental de la actividad humana, por lo que las medidas de protección se debaten ocasionalmente. 

## Enfoques de protección del medio ambiente

### Acuerdos ambientales voluntarios
En los países industriales, los acuerdos ambientales voluntarios a menudo proporcionan una plataforma para que las empresas sean reconocidas por ir más allá de los estándares regulatorios mínimos y, por lo tanto, respaldar el desarrollo de las mejores prácticas ambientales. Por ejemplo, en India, el Environmental Improvement Trust (EIT) ha estado trabajando para la protección del medio ambiente y los bosques desde 1998. Un grupo de Voluntarios Verdes logra una meta del concepto Green India Clean India. CA Gajendra Kumar Jain, Contador Público, es el fundador de Environment Improvement Trust en la ciudad de Sojat, una pequeña aldea del Distrito de Pali, Estado de Rajastán en India En países en desarrollo, como América Latina, estos acuerdos se usan más comúnmente para remediar niveles significativos de incumplimiento de la normativa obligatoria

### Enfoque de ecosistemas
Un enfoque de ecosistemas para la gestión de recursos y la protección del medio ambiente tiene como objetivo considerar las complejas interrelaciones de todo un ecosistema en la toma de decisiones en lugar de simplemente responder a problemas y desafíos específicos. Idealmente, los procesos de toma de decisiones bajo dicho enfoque serían un enfoque colaborativo para la planificación y la toma de decisiones que involucra una amplia gama de partes interesadas en todos los departamentos gubernamentales relevantes, así como representantes de la industria, grupos ambientales y la comunidad. Idealmente, este enfoque respalda un mejor intercambio de información, el desarrollo de estrategias de resolución de conflictos y una mejor conservación regional. Las religiones también juegan un papel importante en la conservación del medio ambiente.

### Acuerdos ambientales internacionales

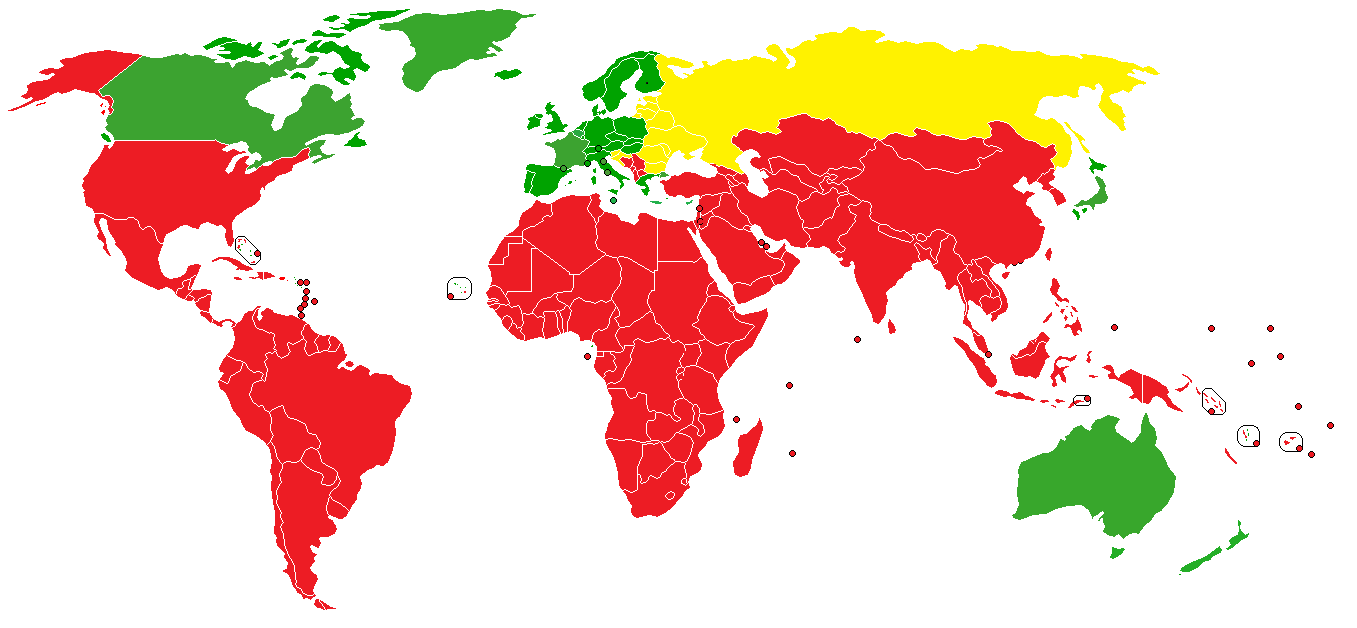
Mapa del Compromiso del Protocolo de Kioto 2010

Muchos de los recursos de la tierra son especialmente vulnerables porque están influenciados por los impactos humanos en diferentes países. Como resultado de esto, los países hacen muchos intentos para desarrollar acuerdos firmados por múltiples gobiernos para evitar daños o gestionar los impactos de la actividad humana en los recursos naturales. Esto puede incluir acuerdos que impactan factores como el clima, los océanos, los ríos y la contaminación del aire. Estos acuerdos ambientales internacionales a veces son documentos legalmente vinculantes que tienen implicaciones legales cuando no se cumplen y, en otras ocasiones, son más acuerdos en principio o se usan como códigos de conducta. Estos acuerdos tienen una larga historia con algunos acuerdos multinacionales vigentes desde 1910 en Europa, América y África. Algunos de los acuerdos internacionales más conocidos incluyen el Protocolo de Kioto y el Acuerdo de París.
En el 28 de julio de 2022, la Asamblea General de las Naciones Unidas declaró, que todas las personas del mundo tienen derecho a un medio ambiente saludable.

## Gobierno
La discusión sobre la protección del medio ambiente a menudo se centra en el papel del gobierno, la legislación y la aplicación de la ley. Sin embargo, en su sentido más amplio, puede considerarse que la protección del medio ambiente es responsabilidad de todas las personas y no simplemente del gobierno. Las decisiones que impactan el medio ambiente idealmente involucrarán a una amplia gama de partes interesadas, incluidos la industria, los grupos indígenas, el grupo ambiental y los representantes de la comunidad. Gradualmente, los procesos de toma de decisiones ambientales están evolucionando para reflejar esta amplia base de partes interesadas y se están volviendo más colaborativos en muchos países.
Muchas constituciones reconocen que Tanzania es reconocida por tener la mayor biodiversidad de cualquier país africano. Casi el 40% de la tierra se ha establecido en una red de áreas protegidas, incluidos varios parques nacionales. Las preocupaciones por el medio ambiente natural incluyen el daño a los ecosistemas y la pérdida de hábitat como resultado del crecimiento de la población, la expansión de la agricultura de subsistencia, la contaminación, la extracción de madera y el uso significativo de la madera como combustible.

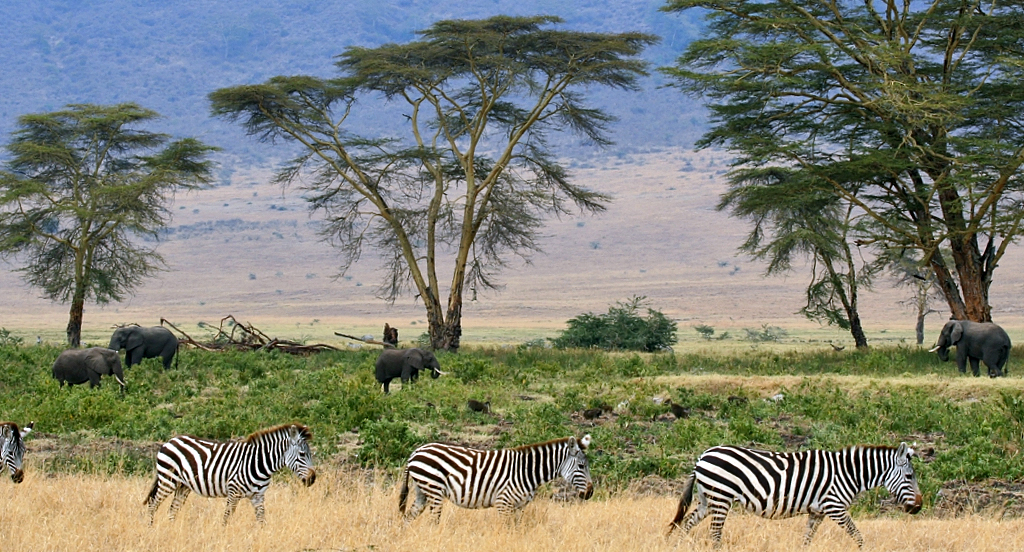
Cebras en las llanuras de Serengeti Savana en la parte norte de Tanzania

#### Historia de la protección del medio ambiente
La protección del medio ambiente en Tanzania comenzó durante la ocupación alemana de África Oriental (1884-1919): se promulgaron leyes de conservación coloniales para la protección de los juegos y los bosques, mediante las cuales se impusieron restricciones a las actividades indígenas tradicionales como la caza, la recolección de leña y el pastoreo de ganado.
En el año 1948, Serengeti estableció oficialmente el primer parque nacional para gatos salvajes en el este de África. Desde 1983, se ha realizado un esfuerzo de mayor alcance para gestionar los problemas ambientales a nivel nacional, mediante el establecimiento del Consejo Nacional de Gestión Ambiental (NEMC) y el desarrollo de una ley ambiental. En 1998, el Environmental Improvement Trust (EIT) comenzó a trabajar para la protección del medio ambiente y los bosques en la India desde una pequeña ciudad de Sojat. El fundador de Environment Improvement Trust es CA Gajendra Kumar Jain, que trabaja con voluntarios.

#### Protección del gobierno
La división de la biosfera es el principal organismo gubernamental que supervisa la protección. Lo hace a través de la formulación de políticas, coordinando y monitoreando temas ambientales, planificación ambiental e investigación ambiental orientada a políticas. El Consejo Nacional de Gestión Ambiental (NEMC) es una institución que se inició cuando la Ley Nacional de Gestión Ambiental se introdujo por primera vez en el año 1983. Este consejo tiene el papel de asesorar a los gobiernos y a la comunidad internacional sobre una variedad de temas ambientales. El NEMC tiene los siguientes propósitos: proporcionar asesoramiento técnico; coordinar actividades técnicas; desarrollar pautas y procedimientos de ejecución; evaluar, monitorear y evaluar actividades que impactan el medio ambiente; promover y ayudar a la información y comunicación ambiental; y buscar el avance del conocimiento científico.
La Política Nacional del Medio Ambiente de 1997 actúa como marco para la toma de decisiones ambientales en Tanzania. Los objetivos de la política son lograr lo siguiente: 
- Garantizar el uso sostenible y equitativo de los recursos sin degradar el medio ambiente ni poner en riesgo la salud o la seguridad.
- Prevenir y controlar la degradación de la tierra, el agua, la vegetación y el aire.
- Conservar y mejorar el patrimonio natural y artificial, incluida la diversidad biológica de ecosistemas únicos.
- Mejorar la condición y productividad de las áreas degradadas.  El Parque Forestal Nacional Longwanqun es un área natural protegida a nivel nacional en el condado de Huinan, Jilin, China

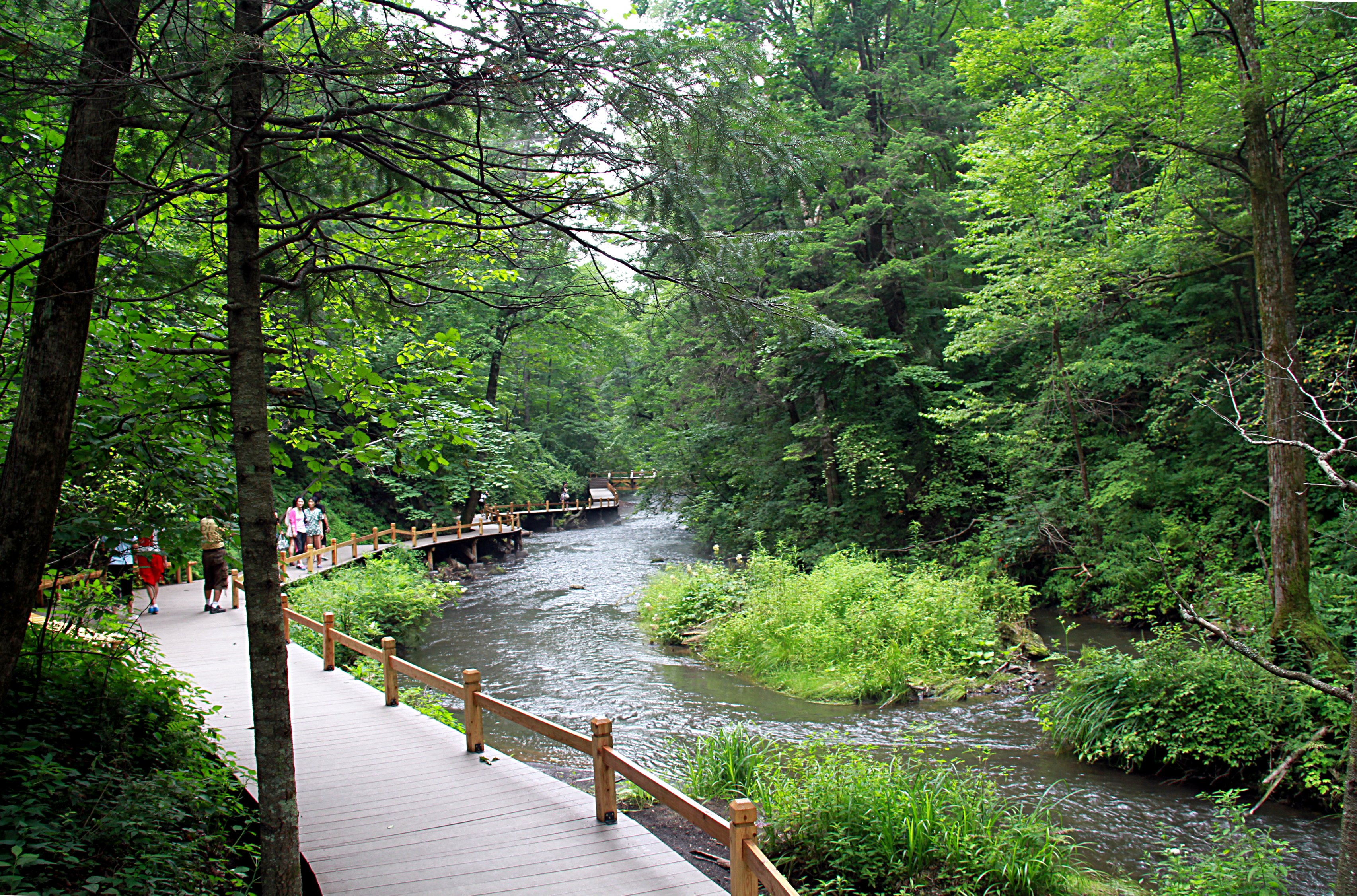
El Parque Forestal Nacional Longwanqun es un área natural protegida a nivel nacional en el condado de Huinan, Jilin, China

- Sensibilizar y comprender el vínculo entre medio ambiente y desarrollo.
- Promover la participación individual y comunitaria.
- Promover la cooperación internacional[12]
- Utiliza recursos ecológicos.

Tanzania es signataria de un número significativo de convenciones internacionales, incluida la Declaración de Río sobre Desarrollo y Medio Ambiente de 1992 y el Convenio sobre la Diversidad Biológica de 1996. La Ley de Gestión Ambiental, 2004, es el primer marco legal e institucional integral para guiar las decisiones de gestión ambiental. Las herramientas de política que forman parte de la ley incluyen el uso de evaluaciones de impacto ambiental, evaluaciones ambientales estratégicas e impuestos sobre la contaminación para industrias y productos específicos. La efectividad del cambio de esta ley solo se aclarará con el tiempo a medida que las preocupaciones con respecto a su implementación se hagan evidentes debido al hecho de que, históricamente, ha habido una falta de capacidad para hacer cumplir las leyes ambientales y la falta de herramientas de trabajo para brindar protección ambiental objetivos en práctica. 

### China
La protección formal del medio ambiente en China House fue estimulada por primera vez en la Conferencia de las Naciones Unidas sobre el Medio Humano de 1972 celebrada en Estocolmo, Suecia. Después de esto, comenzaron a establecer agencias de protección ambiental y a poner controles sobre algunos de sus desechos industriales. China fue uno de los primeros países en desarrollo en implementar una estrategia de desarrollo sostenible. En 1983, el Consejo de Estado anunció que la protección del medio ambiente sería una de las políticas nacionales básicas de China y en 1984 se estableció la Agencia Nacional de Protección del Medio Ambiente (NEPA). Después de las graves inundaciones de la cuenca del río Yangtze en 1998, NEPA se actualizó a la Agencia Estatal de Protección Ambiental (SEPA), lo que significa que la protección ambiental ahora se está implementando a nivel ministerial. En 2008, SEPA se hizo conocido por su nombre actual de Ministerio de Protección del Medio Ambiente de la República Popular de China (MEP).
| Comando y control                                                  | Incentivos económicos                                                   | Instrumentos voluntarios            | Participación pública              |
| ------------------------------------------------------------------ | ----------------------------------------------------------------------- | ----------------------------------- | ---------------------------------- |
| Controles de descarga de contaminación basados en la concentración | Tasa de impuesto de contaminación                                       | Sistema de etiquetado ambiental     | Campaña de limpieza                |
| Controles masivos sobre la descarga provincial total               | Multas por incumplimiento                                               | Sistema ISO 14000                   | Campaña de conciencia ambiental    |
| Evaluaciones de impacto ambiental (EIA)                            | Sistema de permiso de descarga                                          | Producción más limpia               | Índice de contaminación del aire   |
| Programa de sincronización triple                                  | Tarifa de emisión de azufre                                             | ONG                                 | Divulgación de la calidad del agua |
| Comercio de transmisión de fecha límite                            |                                                                         | Audiencia de permiso administrativo |                                    |
| Control centralizado de la contaminación                           | Subvenciones para productos de ahorro energético.                       |                                     |                                    |
| Dos políticas de cumplimiento                                      | Regulación sobre créditos de desecho a empresas altamente contaminantes |                                     |                                    |
| Tarifa de compensación ambiental                                   |                                                                         |                                     |                                    |

La contaminación ambiental y la degradación ecológica han resultado en pérdidas económicas para China. En 2005, las pérdidas económicas (principalmente por la contaminación del aire) se calcularon en 7.7% del PIB de China. Esto creció al 10.3% en 2002 y la pérdida económica por la contaminación del agua (6.1%) comenzó a exceder la causada por la contaminación del aire. China ha sido uno de los países con mejor desempeño en términos de crecimiento del PIB (9.64% en los últimos diez años). Sin embargo, el alto crecimiento económico ha ejercido una gran presión sobre su medio ambiente y los desafíos ambientales que enfrenta China son mayores que la mayoría de los países. En 2010, China ocupó el puesto 121 entre 163 países en el Índice de Desempeño Ambiental. 
China ha tomado iniciativas para aumentar su protección del medio ambiente y combatir la degradación ambiental: 
- La inversión de China en energía renovable creció un 18% en 2007 a $ 15,6 mil millones, lo que representa ~ 10% de la inversión global en esta área;[15]
- En 2008, el gasto en medio ambiente fue del 1,49% del PIB, 3,4 veces más que en 2000;
- La descarga de CO (monóxido de carbono) y SO2 (dióxido de azufre) disminuyó en 6.61% y 8.95% en 2008 en comparación con la de 2005;
- Las reservas naturales protegidas de China han aumentado sustancialmente. En 1978 solo había 34 en comparación con 2,538 en 2010. El sistema de reservas naturales protegidas ahora ocupa el 15.5% del país; Esto es más alto que el promedio mundial.

El rápido crecimiento del PIB ha sido el principal objetivo de China durante las últimas tres décadas con un modelo de desarrollo dominante de uso ineficiente de los recursos y alta contaminación para lograr un alto PIB. Para que China se desarrolle de manera sostenible, la protección del medio ambiente debe tratarse como una parte integral de sus políticas económicas.
Cita de Shengxian Zhou, jefe del MEP (2009): "Una buena política económica es una buena política ambiental y la naturaleza del problema ambiental es la estructura económica, la forma de producción y el modelo de desarrollo".

### Unión Europea
La protección del medio ambiente se ha convertido en una tarea importante para las instituciones de la Comunidad Europea después del Tratado de Maastricht para la ratificación de la Unión Europea por todos sus Estados miembros. La UE es activa en el campo de la política medioambiental, emitiendo directivas como las de evaluación del impacto medioambiental y el acceso a la información medioambiental para los ciudadanos de los Estados miembros.

### Irlanda
La Agencia de Protección Ambiental, Irlanda (EPA) La EPA tiene una amplia gama de funciones para proteger el medio ambiente, con sus principales responsabilidades, que incluyen:     
- Licencia ambiental
- Aplicación de la ley ambiental.
- Planificación ambiental, educación y orientación.
- Monitorear, analizar e informar sobre el medio ambiente.
- Regulación de las emisiones de gases de efecto invernadero de Irlanda
- Desarrollo de investigaciones ambientales.
- Evaluación Ambiental Estratégica
- Gestión de residuos
- Protección radiológica

### Medio Oriente
Los países del Medio Oriente se convierten en parte de la acción ambiental islámica conjunta, que se inició en 2002 en Jeddah. En el marco de la Organización Islámica para la Educación, la Ciencia y la Cultura, los Estados miembros se unen a la Conferencia de Ministros de Medio Ambiente Islámica cada dos años, centrándose en la importancia de la protección del medio ambiente y el desarrollo sostenible. Los países árabes también reciben el título de mejor gestión ambiental en el mundo islámico.
En agosto de 2019, el Sultanato de Omán ganó el premio para 2018-19 en Arabia Saudita, citando su proyecto 'Verificación de la edad y el crecimiento de pequeñas manchas manchadas en la costa noroeste del mar de Omán'.

### Rusia
En Rusia, la protección del medio ambiente se considera una parte integral de la seguridad nacional. Existe un organismo estatal autorizado, el Ministerio Federal de Recursos Naturales y Ecología. Sin embargo, hay muchos problemas ambientales en Rusia. 

### América Latina

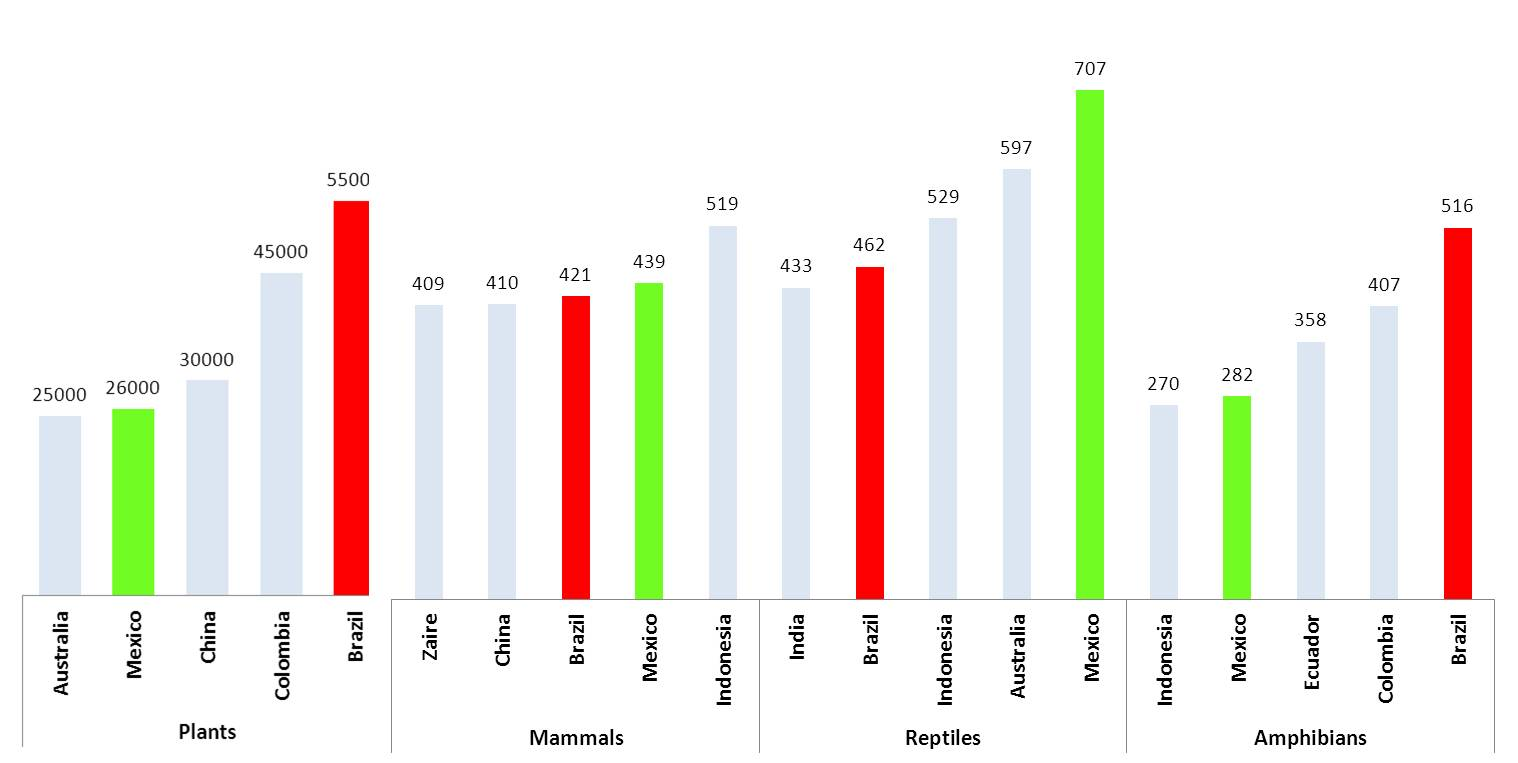
Los 5 principales países por diversidad biológica

El Programa de las Naciones Unidas para el Medio Ambiente (PNUMA) ha identificado 17 países megadiversos. La lista incluye seis países latinoamericanos: Brasil, Colombia, Ecuador, México, Perú y Venezuela. México y Brasil se destacan entre el resto porque tienen la mayor área, población y número de especies. Estos países representan una gran preocupación para la protección del medio ambiente porque tienen altas tasas de deforestación, pérdida de ecosistemas, contaminación y crecimiento de la población. 

#### Brasil

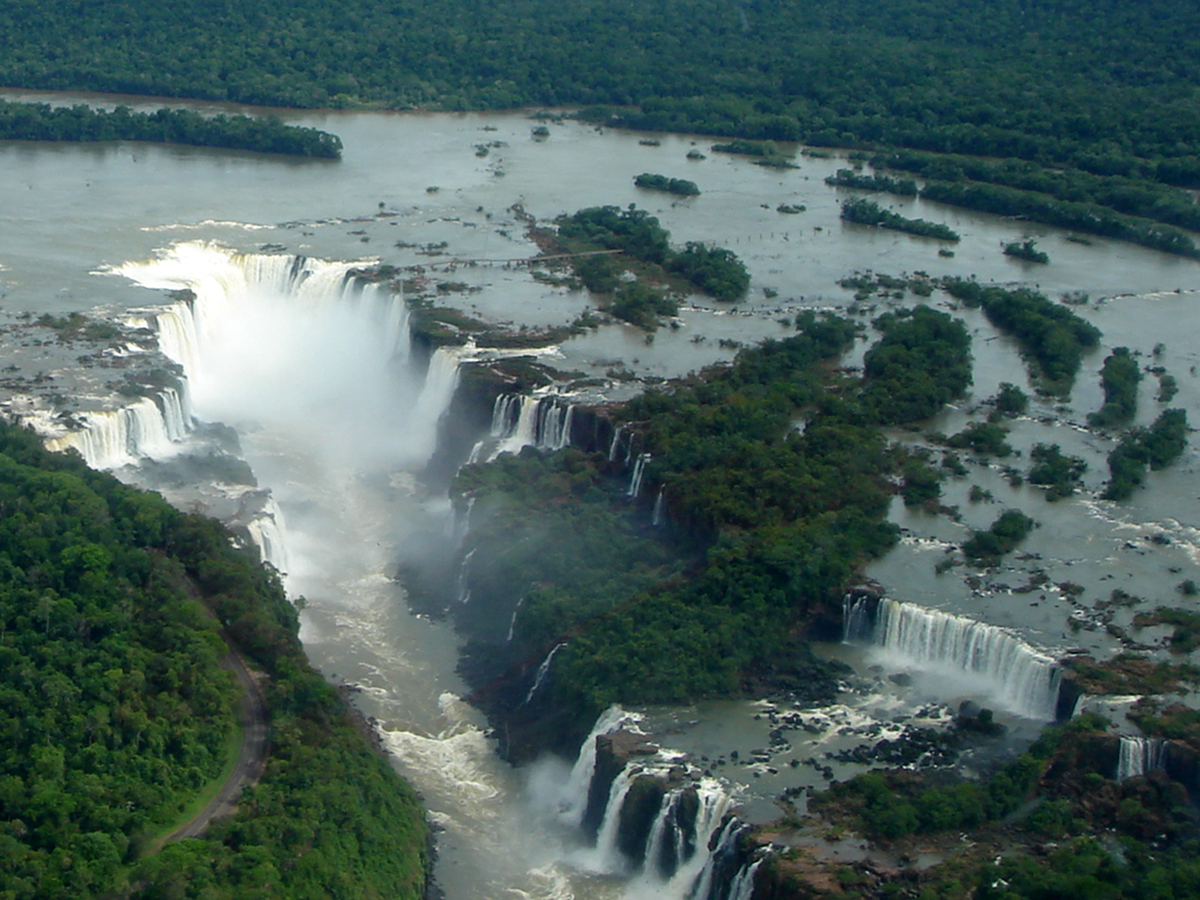
Panorama de las cataratas del Iguazú en Brasil

Brasil tiene la mayor cantidad de bosques tropicales del mundo, 4,105,401 km² (48.1% de la superficie del país), concentrados en la región amazónica. Brasil alberga una gran diversidad biológica: es el primero entre los países megadiversos del mundo, pues cuenta con entre el 15% y el 20% del millón y medio de especies descritas a escala mundial.
La organización encargada de la protección del medio ambiente es el Ministerio del Medio Ambiente de Brasil (en portugués: Ministério do Meio Ambiente, MMA). Fue creado por primera vez en el año 1973 con el nombre de Secretaría Especial de Medio Ambiente (Secretaría Especial de Medio Ambiente), cambiando de nombre varias veces y adoptando el nombre final en el año 1999. El Ministerio es responsable de abordar los siguientes problemas: 
- Una política nacional para el medio ambiente y los recursos hídricos
- Una política para la preservación, conservación y uso sostenible de los ecosistemas, la biodiversidad y los bosques
- Proponer estrategias, mecanismos, instrumentos económicos y sociales para mejorar la calidad ambiental y el uso sostenible de los recursos naturales;
- Políticas para integrar la producción y el medio ambiente
- Políticas y programas ambientales para la Amazonía Legal
- Zonificación territorial ecológica y económica

En 2011, las áreas protegidas del Amazonas cubrieron 2.197.485 km² (un área más grande que Groenlandia), con unidades de conservación, como parques nacionales, que representan poco más de la mitad (50,6%) y territorios indígenas que representan el 49,4% restante.

#### México
Con más de 200,000 especies diferentes, México alberga del 10 al 12% de la biodiversidad del mundo, ocupando el primer lugar en biodiversidad de reptiles y el segundo en mamíferos una estimación indica que más del 50% de todas las especies de animales y plantas viven en México.
La historia de la política ambiental en México comenzó en la década de 1940 con la promulgación de la Ley de Conservación del Suelo y el Agua. Tres décadas más tarde, a principios de la década de 1970, se creó la Ley de Prevención y Control de la Contaminación Ambiental (Ley para Prevenir y Controlar la Contaminación Ambiental). 
En el año 1972 fue la primera respuesta directa del gobierno federal para abordar los eminentes efectos sobre la salud de los problemas ambientales. Estableció la organización administrativa de la Secretaría para la Mejora del Medio Ambiente (Subsecretaría para el Mejoramiento del Ambiente) en el Departamento de Salud y Bienestar. 

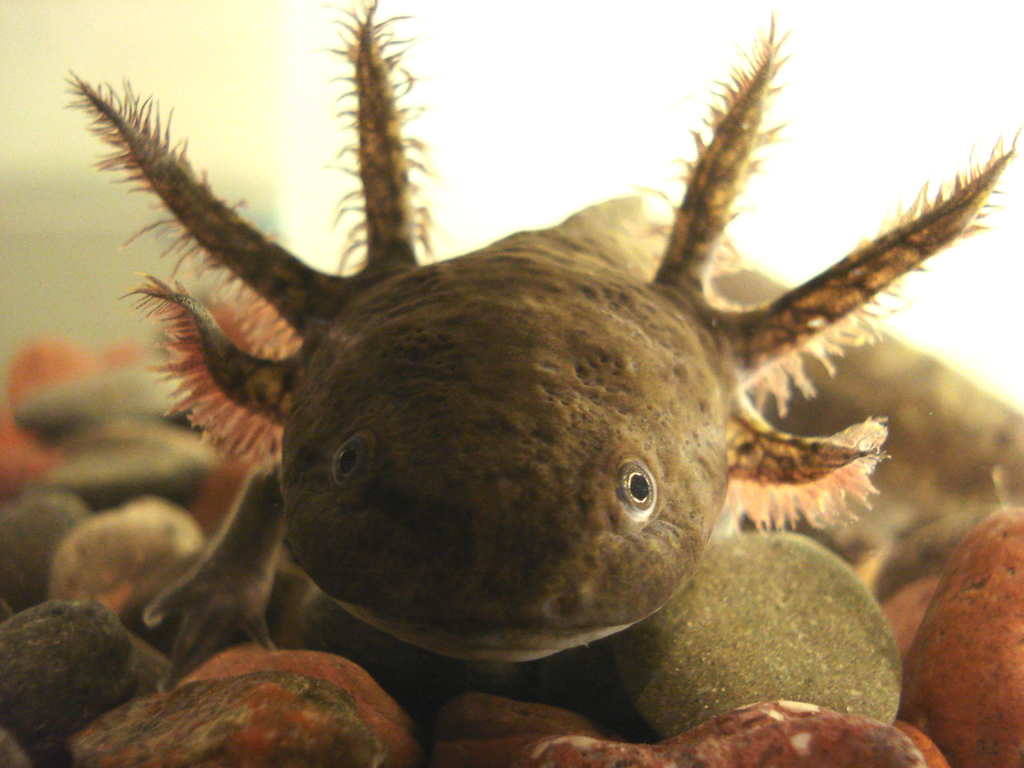
El axolotl es una especie endémica de la parte central de México.

La Secretaría de Medio Ambiente y Recursos Naturales (Secretaría del Medio Ambiente y Recursos Naturales, SEMARNAT) es la Secretaría de Medio Ambiente de México. El Ministerio es responsable de abordar los siguientes problemas: 
- Promover la protección, restauración y conservación de ecosistemas, recursos naturales, bienes y servicios ambientales y facilitar su uso y desarrollo sostenible.
- Desarrollar e implementar una política nacional sobre recursos naturales.
- Promover la gestión ambiental dentro del territorio nacional, en coordinación con todos los niveles de gobierno y el sector privado.
- Evaluar y determinar las declaraciones de impacto ambiental para proyectos de desarrollo y prevención de daños ecológicos.
- Implementar políticas nacionales sobre cambio climático y protección de la capa de ozono.
- Dirigir el trabajo y los estudios sobre los sistemas meteorológicos, climatológicos, hidrológicos y geohidrológicos nacionales, y participar en convenciones internacionales sobre estos temas.
- Regular y monitorear la conservación de las vías fluviales.

En noviembre de 2000 había 127 áreas protegidas; actualmente hay 174, cubriendo un área de 25,384,818 hectáreas, aumentando las áreas federalmente protegidas de 8.6% a 12.85% de su área de tierra.

### Oceanía

#### Australia

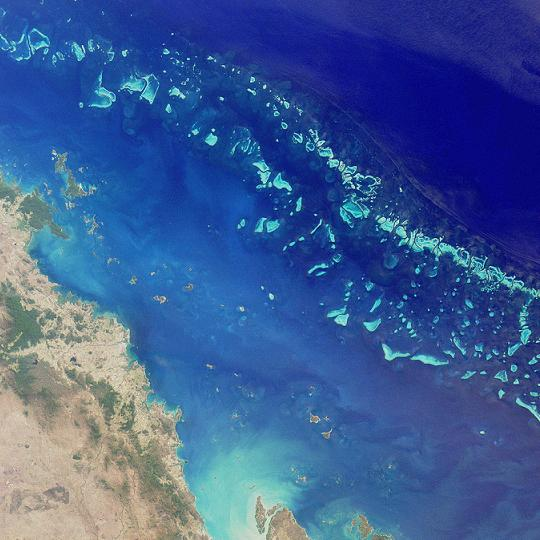
La Gran Barrera de Coral en Australia es la barrera de coral más grande del mundo.

En 2008, había 98,487,116 ha de área terrestre protegida, cubriendo el 12.8% de la superficie terrestre de Australia. Se encontró que las cifras de 2002 del 10,1% del área terrestre y 64,615,554 ha de área marina protegida representaban pobremente aproximadamente la mitad de las 85 bioregiones de Australia.
La protección del medio ambiente en Australia podría verse como el inicio de la formación del primer parque nacional, el parque nacional Real, en 1879. La protección ambiental más progresiva se inició en los años sesenta y setenta con importantes programas internacionales como la Conferencia de las Naciones Unidas sobre el Medio Humano en 1972, el Comité de Medio Ambiente de la OCDE en 1970 y el Programa de las Naciones Unidas para el Medio Ambiente de 1972. Estos eventos sentaron las bases al aumentar la conciencia pública y el apoyo a la regulación. La legislación ambiental estatal era irregular y deficiente hasta que el Consejo Ambiental de Australia (AEC) y el Consejo de Ministros de Conservación de la Naturaleza (CONCOM) se establecieron en 1972 y 1974, creando un foro para ayudar a coordinar las políticas ambientales y de conservación entre los estados y los países vecinos. Desde entonces, estos consejos han sido reemplazados por el Consejo de Conservación y Medio Ambiente de Australia y Nueva Zelanda (ANZECC) en 1991 y finalmente el Consejo de Protección del Medio Ambiente y Patrimonio (EPHC) en 2001.
A nivel nacional, la Ley de Protección del Medio Ambiente y Conservación de la Biodiversidad de 1999 es la principal legislación de protección del medio ambiente de la Comunidad de Australia. Se trata de cuestiones de importancia ambiental nacional e internacional en relación con la flora, la fauna, las comunidades ecológicas y el patrimonio cultural. También tiene jurisdicción sobre cualquier actividad realizada por la Commonwealth, o que la afecte, que tenga un impacto ambiental significativo. La ley cubre ocho áreas principales:
- Sitios del patrimonio nacional
- Sitios del Patrimonio Mundial
- Humedales RAMSAR
- Especies y comunidades ecológicas en peligro de extinción o amenazadas a nivel nacional
- Actividades y acciones nucleares.
- Parque Marino de la Gran Barrera de Coral
- Especies migratorias
- Áreas marinas de la Commonwealth

Hay varias tierras protegidas de la Commonwealth debido a las asociaciones con propietarios nativos tradicionales, como el parque nacional Kakadu, la biodiversidad extraordinaria como el parque nacional Christmas Island, o se gestionan de manera cooperativa debido a la ubicación entre estados, como los Parques y Reservas Nacionales de los Alpes australianos.
A nivel estatal, la mayor parte de los problemas de protección ambiental quedan a cargo del estado o territorio. Cada estado en Australia tiene su propia legislación de protección ambiental y las agencias correspondientes. Su jurisdicción es similar y cubre la contaminación de fuentes puntuales, como las actividades industriales o comerciales, el uso de la tierra/agua y el manejo de desechos. La mayoría de las tierras protegidas son administradas por estados y territorios con actos legislativos estatales que crean diferentes grados y definiciones de áreas protegidas tales como áreas silvestres, parques nacionales terrestres y marinos, bosques estatales y áreas de conservación. Los estados también crean regulaciones para limitar y proporcionar protección general contra el aire, el agua y la contaminación acústica. 
A nivel local, cada ciudad o consejo regional tiene la responsabilidad sobre asuntos no cubiertos por la legislación estatal o nacional. Esto incluye fuentes no puntuales o contaminación difusa, como la contaminación por sedimentos de los sitios de construcción. 
Australia ocupa el segundo lugar en el Índice de Desarrollo Humano 2010 de las Naciones Unidas y una de las relaciones deuda/PIB más bajas de las economías desarrolladas. Esto podría verse a costa del medio ambiente, ya que Australia es el líder mundial en exportación de carbón y extinciones de especies. Algunos han sido motivados para proclamar que es responsabilidad de Australia dar el ejemplo de reforma ambiental para que el resto del mundo lo siga.

#### Nueva Zelanda
A nivel nacional, el Ministerio del Medio Ambiente es responsable de la política ambiental y el Departamento de Conservación aborda los problemas de conservación. A nivel regional, los consejos regionales administran la legislación y abordan los problemas ambientales regionales. 

### Suiza
La protección del medio ambiente en Suiza se basa principalmente en las medidas a tomar contra el calentamiento global. La contaminación en Suiza es principalmente la contaminación causada por los vehículos y la literación de los turistas.

### Estados Unidos

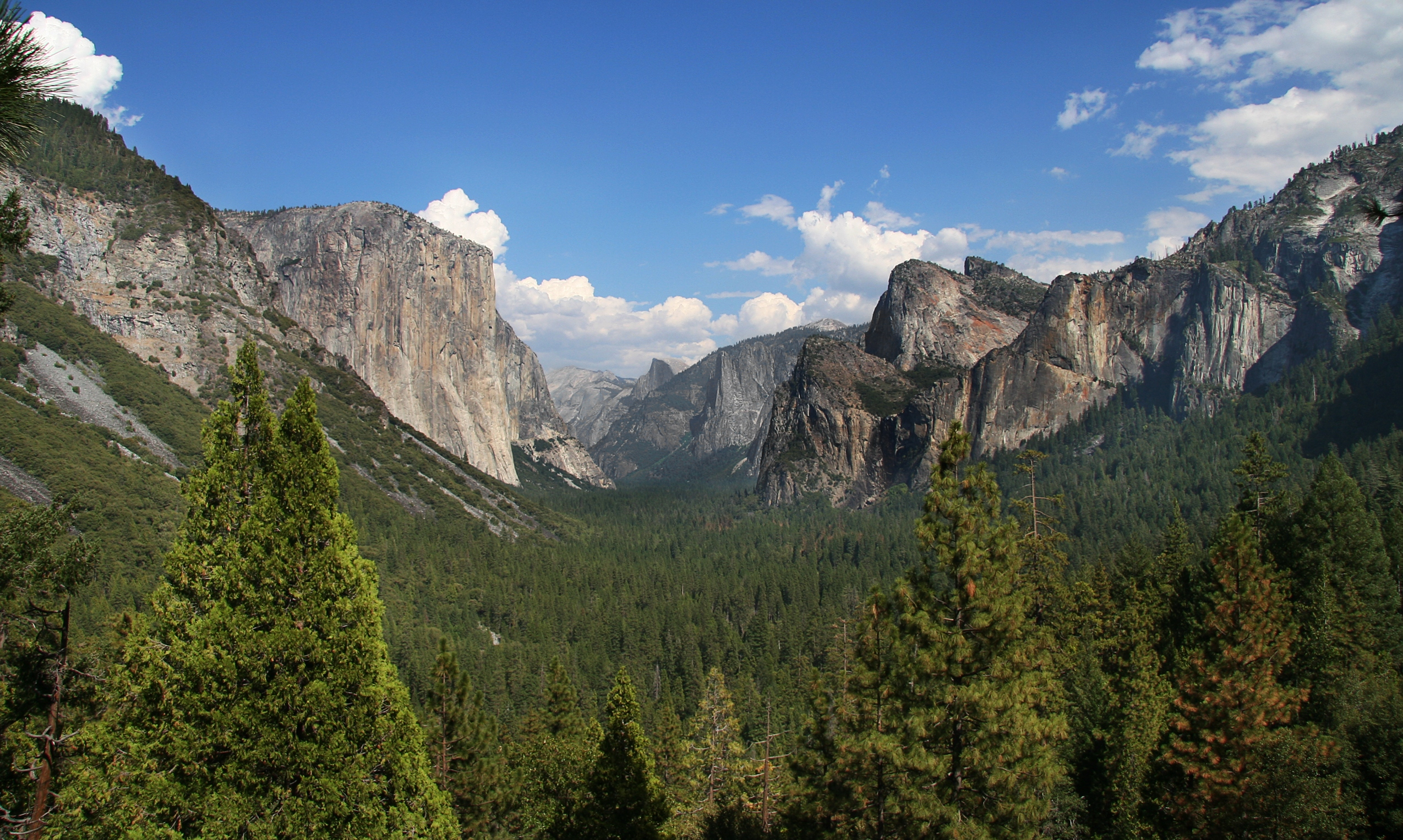
Parque nacional Yosemite en California, una de las primeras áreas protegidas en los Estados Unidos.

Desde 1969, la Agencia de Protección Ambiental de los Estados Unidos (EPA) ha estado trabajando para proteger el medio ambiente y la salud humana.
La Agencia de Protección Ambiental (EPA) es un organismo público independiente bajo los auspicios del Departamento de Comunicaciones, Acción Climática y Medio Ambiente establecido bajo la Ley de la Agencia de Protección Ambiental de 1992. 
Todos los estados de los Estados Unidos tienen sus propios departamentos de protección ambiental a nivel estatal, que pueden emitir regulaciones más estrictas que las federales. 
En enero de 2010, la administradora de la EPA, Lisa P. Jackson, publicó a través del blog oficial de la EPA sus "Siete prioridades para el futuro de la EPA", que fueron (en el orden originalmente listado): 
- Tomar medidas sobre el cambio climático
- Mejorar de la calidad del aire
- Garantizar la seguridad de los productos químicos.
- Limpiar comunidades [EE. UU.]
- Proteger las aguas de América
- Ampliar la conversación sobre el ambientalismo y trabajar por la justicia ambiental
- Construir asociaciones estatales y tribales fuertes

En 2019 no está claro si estos todavía representan las prioridades activas de la agencia, ya que Jackson partió en febrero de 2013, y la página no se ha actualizado en el ínterin.

### India
La Constitución de la India tiene una serie de disposiciones que delimitan la responsabilidad de los gobiernos central y estatal hacia la protección del medio ambiente. La responsabilidad del estado con respecto a la protección del medio ambiente ha sido establecida en virtud del artículo 48-A de nuestra constitución que establece que  
"...los estados se esforzarán por proteger y mejorar el medio ambiente y salvaguardar los bosques y la vida silvestre del país".  
La protección del medio ambiente se ha convertido en un deber fundamental de todos los ciudadanos de la India en virtud del Artículo 51-A (g) de la constitución que dice: 
Será deber de todos los ciudadanos de la India proteger y mejorar el medio ambiente natural, incluidos los bosques, lagos, ríos, y la vida silvestre y tener compasión por las criaturas vivientes. 
El artículo 21 de la constitución es un derecho fundamental que establece que:
"...ninguna persona será privada de su vida o libertad personal, excepto de acuerdo con el procedimiento establecido por la ley".

## En literatura
Existen muchas obras literarias que contienen temas de protección del medio ambiente, pero algunas han sido fundamentales para su evolución. Varias piezas como A Sand County Almanac de Aldo Leopold, Tragedy of the commons de Garrett Hardin y Silent Spring de Rachel Carson se han convertido en clásicos debido a sus influencias de largo alcance.    
El tema de la protección del medio ambiente está presente tanto en la ficción como en la literatura no ficticia. Libros como Antártida y Bloqueo tienen la protección del medio ambiente como temas, mientras que The Lorax se ha convertido en una metáfora popular para la protección del medio ambiente. "The Limits of Trooghaft"  de Desmond Stewart es una historia corta que proporciona información sobre las actitudes humanas hacia los animales. Otro libro llamado "The Martian Chronicles" de Ray Bradbury investiga temas como bombas, guerras, control gubernamental y qué efectos pueden tener sobre el medio ambiente. 